# New York City Marathon

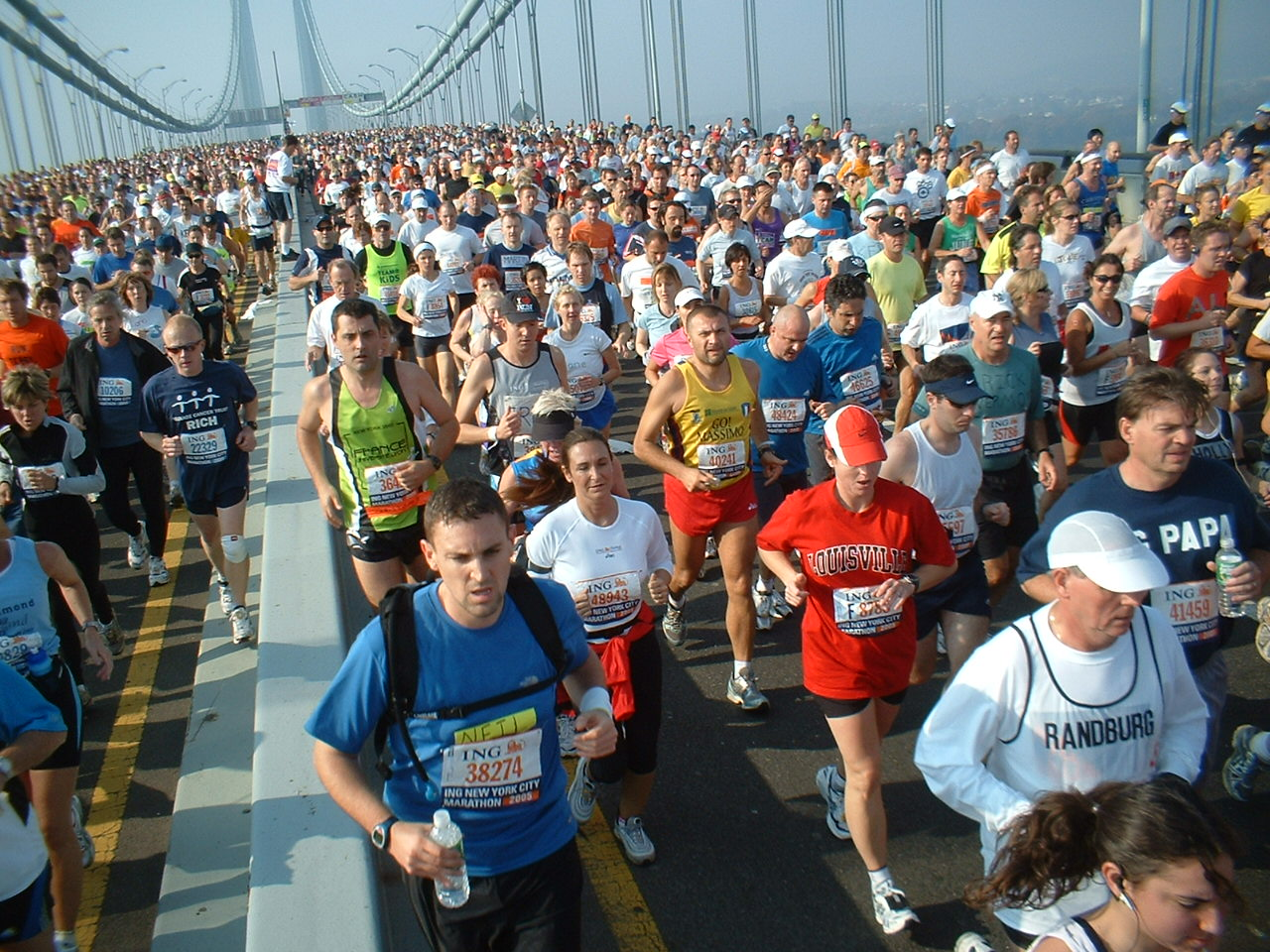
Futók a Verrazano-hídon, nem sokkal a rajt után

A New York City Marathon városi maratonfutó versenysorozat, amelyet évi rendszerességgel rendeznek meg, minden év novemberében. A verseny távja szabványos, azaz 42,195 km (26,2 mérföld). A verseny az egyik legnépszerűbb utcai hosszútávú futóverseny, 2006-ban például 37 850 futó ért célba. A versenyt a NYRR (New York Road Runners) szervezi, immáron 1970 óta. Az utóbbi években a verseny neve (a főszponzori támogatás okán) „ING New York City Marathon”. A verseny rendszeres időpontja minden év novemberének első vasárnapja. Részt vehetnek rajta professzionális futók és amatőrök is, de a nagy népszerűség miatt a résztvevők létszámát korlátozzák (37 000 fő), és az amatőrök számára limit időt (8,5 óra) is megállapítanak.

## Útvonal
A verseny útvonala New York jellegzetes területeit érinti, ezeket az útvonalakat lezárják a verseny időtartamára. A rajt a Staten Islandon történik, a futók áthaladnak a közeli Verrazano-Narrows-hídon, amely természetesen le van zárva, csakúgy mint a többi, amin a verseny áthalad. A híd után a versenyzők Brooklynon áthaladva, olyan változatos területeket érintenek, mint a Bay Ridge, Sunset Park, Bedford-Stuyvesant, Williamsburg és Greenpoint. Szinte pontosan a féltávnál, 21 km-nél haladnak át a Pulaski-hídon, majd újabb 4 km múlva keresztezik az East Rivert a Queensboro-hídon. Sok futó számára ekkor jön el a kritikus pont, mert a hídra való felfutás erősen igénybe veszi az állóképességet. Körülbelül a táv 25,5 km-énél érik el Manhattant, majd észak felé a First Avenue-n folytatják útjukat a Bronx irányába, a Willis Avenue-hídon keresztül, majd a Madison Avenue-hídon keresztül érnek vissza Manhattanbe. Átfutnak Harlemen, a Fifth Avenue irányába, majd a Central Park következik. Ez már a verseny finisének számít, ezért itt mindig rengeteg néző biztatja a versenyzőket. Columbus Circle-nél visszatérnek a parkba, majd a cél a Tavern on the Green-nél van.

## A New York City Marathon története

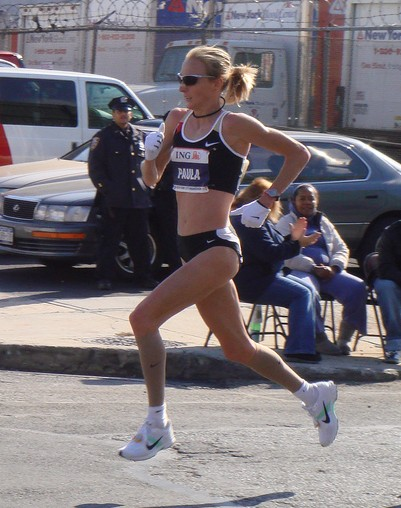
Paula Radcliffe 2007-ben

Napjaink legnépszerűbb városi maratonjával kapcsolatban érdekesség, hogy az első, 1970-es verseny még csekély érdeklődés mellett zajlott: mindössze 127 futó (mind férfiak) indult, közülük 55 ért célba. Az egész versenyt (még más útvonalon) mintegy 1000 fős nézősereg követte figyelemmel, és az első győztes az amerikai Gary Muhrcke volt 2:31:38-as idővel. 1976-ban újragondolták a szervezési, marketing, szponzorációs stb. tevékenységet, aminek következtében a verseny népszerűsége folyamatosa növekedett, egyre inkább megjelentek a világ élvonalába tartozó futók, a nézők is fokozottabban érdeklődtek a versenyek iránt, és a televíziós közvetítéseket is milliók nézik világszerte (az NBC szerint 315 millióan).
A verseny győztesei között olyan neves futók voltak, mint a négyszeres győztes Bill Rodgers, vagy a kétszeres elsőséggel büszkélkedő (2003, 2007) Martin Lel. Lel 2007-ben két nagy maratonversenyt is nyert: New York előtt a londoni maratonon is győzött. A nők között talán még nevezetesebb versenyzőket lehet megemlíteni: a legendás norvég futónő, Grete Waitz nem kevesebb mint kilencszer diadalmaskodott 1978 és 1988 között. A versenysorozat legszorosabb befutóját a kétszeres győztes brit Paula Radcliffe első győzelme hozta 2004-ben, amikor a brit mindössze 4 másodperces előnnyel futott célba a kenyai Susan Chepkemei előtt. Radcliffe második győzelmekor, 2007-ben, 1 másodperc híján ugyanazt az időt futotta, mint 2004-ben.
A verseny történetében (2011-ig) a leggyorsabban a kenyai futó, Geoffrey Mutai tette meg a távot 2011-ben: 2 óra 5 perc és 6 másodperc alatt. A leggyorsabb női futó 2003-ban a kenyai Margaret Okayo volt 2:22:31-gyel.

## A versenysorozat győztesei
| Év   | Férfiak                         | Férfiak                         | Férfiak                         | Nők                             | Nők                             | Nők                             |
| 1970 | Gary Muhrcke                    | USA                             | 2:31:38                         |                                 |                                 |                                 |
| 1971 | Norm Higgins                    | USA                             | 2:22:54                         | Beth Bonner                     | USA                             | 2:55:22                         |
| 1972 | Sheldon Karlin                  | USA                             | 2:27:52                         | Nina Kuscsik                    | USA                             | 3:08:41                         |
| 1973 | Tom Flemming                    | USA                             | 2:21:54                         | Nina Kuscsik                    | USA                             | 2:57:07                         |
| 1974 | Norbert Sander                  | USA                             | 2:10:09                         | Kathrine Switzer                | USA                             | 2:25:45                         |
| 1975 | Tom Flemming                    | USA                             | 2:19:27                         | Kim Merritt                     | USA                             | 2:46:14                         |
| 1976 | Bill Rodgers                    | USA                             | 2:10:10                         | Miki Gorman                     | USA                             | 2:39:11                         |
| 1977 | Bill Rodgers                    | USA                             | 2:11:28                         | Miki Gorman                     | USA                             | 2:43:10                         |
| 1978 | Bill Rodgers                    | USA                             | 2:12:12                         | Grete Waitz                     | Norvégia                        | 2:32:30                         |
| 1979 | Bill Rodgers                    | USA                             | 2:11:42                         | Grete Waitz                     | Norvégia                        | 2:27:33                         |
| 1980 | Alberto Salazar                 | USA                             | 2:09:41                         | Grete Waitz                     | Norvégia                        | 2:25:41                         |
| 1981 | Alberto Salazar                 | USA                             | 2:08:13                         | Allison Roe                     | Új-Zéland                       | 2:25:29                         |
| 1982 | Alberto Salazar                 | USA                             | 2:09:29                         | Grete Waitz                     | Norvégia                        | 2:27:14                         |
| 1983 | Rod Dixon                       | Új-Zéland                       | 2:08:59                         | Grete Waitz                     | Norvégia                        | 2:27:00                         |
| 1984 | Orlando Pizzolato               | Olaszország                     | 2:14:53                         | Grete Waitz                     | Norvégia                        | 2:29:30                         |
| 1985 | Orlando Pizzolato               | Olaszország                     | 2:11:34                         | Grete Waitz                     | Norvégia                        | 2:28:34                         |
| 1986 | Gianni Poli                     | Olaszország                     | 2:11:06                         | Grete Waitz                     | Norvégia                        | 2:28:06                         |
| 1987 | Ibrahim Hussein                 | Kenya                           | 2:11:01                         | Priscilla Welch                 | Nagy-Britannia                  | 2:30:17                         |
| 1988 | Steve Jones                     | Nagy-Britannia                  | 2:08:20                         | Grete Waitz                     | Norvégia                        | 2:28:07                         |
| 1989 | Juma Ikangaa                    | Tanzánia                        | 2:08:01                         | Ingrid Kristiansen              | Norvégia                        | 2:25:30                         |
| 1990 | Douglas Wakiihuri               | Kenya                           | 2:12:39                         | Wanda Panfil                    | Lengyelország                   | 2:30:45                         |
| 1991 | Salvador Garcia                 | Mexikó                          | 2:09:28                         | Liz McColgan                    | Nagy-Britannia                  | 2:27:32                         |
| 1992 | Willie Mtolo                    | Dél-Afrika                      | 2:09:29                         | Lisa Ondieki                    | Nagy-Britannia                  | 2:24:40                         |
| 1993 | Andres Espinosa                 | Mexikó                          | 2:10:04                         | Uta Pippig                      | Németország                     | 2:26:24                         |
| 1994 | German Silva                    | Mexikó                          | 2:11:21                         | Tegla Loroupe                   | Kenya                           | 2:27:37                         |
| 1995 | German Silva                    | Mexikó                          | 2:11:00                         | Tegla Loroupe                   | Kenya                           | 2:28:06                         |
| 1996 | Giacomo Leone                   | Olaszország                     | 2:09:54                         | Anuta Catuna                    | Románia                         | 2:28:18                         |
| 1997 | John Kagwe                      | Kenya                           | 2:08:12                         | Franziska Rochat-Moser          | Svájc                           | 2:28:43                         |
| 1998 | John Kagwe                      | Kenya                           | 2:08:45                         | Franca Fiacconi                 | Olaszország                     | 2:25:17                         |
| 1999 | Joseph Chebet                   | Kenya                           | 2:09:14                         | Adriana Fernández               | Mexikó                          | 2:25:06                         |
| 2000 | Abdelkhader el Mouaziz          | Marokkó                         | 2:10:09                         | Ljudmila Petrova                | Oroszország                     | 2:25:45                         |
| 2001 | Tesfay Jifar                    | Etiópia                         | 2:07:43                         | Margaret Okayo                  | Kenya                           | 2:24:21                         |
| 2002 | Rogers Rop                      | Kenya                           | 2:08:07                         | Joyce Chepchumba                | Kenya                           | 2:25:56                         |
| 2003 | Martin Lel                      | Kenya                           | 2:10:30                         | Margaret Okayo                  | Kenya                           | 2:22:31                         |
| 2004 | Hendrik Ramaala                 | Dél-Afrika                      | 2:09:28                         | Paula Radcliffe                 | Nagy-Britannia                  | 2:23:10                         |
| 2005 | Paul Tergat                     | Kenya                           | 2:09:30                         | Jelena Prokopcsuka              | Lettország                      | 2:24:41                         |
| 2006 | Marilson Gomes dos Santos       | Brazília                        | 2:09,58                         | Jelena Prokopcsuka              | Lettország                      | 2:25,05                         |
| 2007 | Martin Lel                      | Kenya                           | 2:09:04                         | Paula Radcliffe                 | Nagy-Britannia                  | 2:23:09                         |
| 2008 | Marilson Gomes dos Santos       | Brazília                        | 2:08:43                         | Paula Radcliffe                 | Nagy-Britannia                  | 2:23:56                         |
| 2009 | Meb Keflezighi                  | USA                             | 2:09:15                         | Derartu Tulu                    | Etiópia                         | 2:28:52                         |
| 2010 | Gebre Gebremariam               | Etiópia                         | 2:08:14                         | Edna Kiplagat                   | Kenya                           | 2:28:20                         |
| 2011 | Geoffrey Mutai                  | Kenya                           | 2:05:06                         | Firehiwot Dado                  | Etiópia                         | 2:23:15                         |
| 2012 | A Sandy hurrikán miatt törölve. | A Sandy hurrikán miatt törölve. | A Sandy hurrikán miatt törölve. | A Sandy hurrikán miatt törölve. | A Sandy hurrikán miatt törölve. | A Sandy hurrikán miatt törölve. |
| 2013 | Geoffrey Mutai                  | Kenya                           | 2:08:24                         | Priscah Jepto                   | Kenya                           | 2:25:07                         |
| 2014 | Wilson Kipsang                  | Kenya                           | 2:10:59                         | Mary Keitany                    | Kenya                           | 2:25:07                         |
| 2015 | Stanley Biwott                  | Kenya                           | 2:10:34                         | Mary Keitany                    | Kenya                           | 2:24:25                         |
| 2016 | Ghirmay Ghebreslassie           | Eritrea                         | 2:07:51                         | Mary Keitany                    | Kenya                           | 2:24:26                         |
| 2017 | Geoffrey Kamworor               | Kenya                           | 2:10:53                         | Shalane Flanagan                | USA                             | 2:26:53                         |
| 2018 | Lelisa Desisa                   | Etiópia                         | 2:05:59                         | Mary Keitany                    | Kenya                           | 2:22:48                         |
| 2019 | Geoffrey Kamworor               | Kenya                           | 2:08:13                         | Joyciline Jepkosgei             | Kenya                           | 2:22:38                         |
| 2020 | Kevin Quinn                     | USA                             | 2:23:48                         | Stephanie Bruce                 | Nagy-Britannia                  | 2:35:28                         |
| 2021 | Geoffrey Kamworor               | Kenya                           | 2:08:13                         | Joyciline Jepkosgei             | Kenya                           | 2:22:38                         |
| 2022 | Evans Chebet                    | Kenya                           | 2:08:41                         | Sharon Lokedi                   | Kenya                           | 2:23:23                         |
| 2023 | Tamirat Tola                    | Etiópia                         | 2:04:58                         | Hellen Obiri                    | Kenya                           | 2:27:23                         |
| 2024 | Abdi Nageeye                    | Hollandia                       | 2:07:39                         | Sheila Chepkirui                | Kenya                           | 2:24:35                         |